# Pothyne stictica
Pothyne stictica är en skalbaggsart som beskrevs av Stefan von Breuning 1950. Pothyne stictica ingår i släktet Pothyne och familjen långhorningar. Inga underarter finns listade i Catalogue of Life.